# Страсбург
Стра́сбу́рг, или Стра́сбу́р (фр. Strasbourg МФА: [stʁas.buʁ]о файле, эльз. Strossburi [ʃtrosburi]), Штра́сбу́рг (нем. Straßburg [ˈʃtʁaːsbʊɐ̯k]) — город и коммуна на востоке Франции, историческая столица Эльзаса и префектура департамента Нижний Рейн.
Расположен в регионе Гранд-Эст (бывший Эльзас — Шампань — Арденны — Лотарингия), департамент Нижний Рейн, округ Страсбур, кантоны: Страсбур-1, Страсбур-2, Страсбур-3, Страсбур-4, Страсбур-5, Страсбур-6 на реке Иль, близ левого (западного) берега реки Рейн, по которой проходит граница Франции и Германии, напротив немецкого города Кель.
Население — 275 700 чел. (2013 год).
Город имеет статус «парламентской столицы Европы» с 1992 года, поскольку является местом заседания Совета Европы с 1949 года и Европейского парламента с 1992 года. В Страсбурге находится Европейский суд по правам человека.

## Название
Немецкое название города — Штрассбург (нем. Straßburg) — означает «крепость у дороги». Страс- (немецкое Штрассе, Straße/Strasse) означает «улица» или «дорога», а -бург (французское -bourg, немецкое -burg) — «замок, крепость, укрепление».
Древнее название города — Аргенторат (лат. Argentoratum), по одной из версий, происходит от имени богини денег, которой поклонялись кельты, по другой версии, корень топонима «Аргенто» означает русло реки, ручей. Вторая частица названия «рат» означает военное укрепление, крепость. Это название вполне соответствует историческому положению города на северных рубежах Римской империи.
Впоследствии в период феодальной раздробленности, город, благодаря наличию моста, оказался узлом дорожной сети на оси восток-запад, соединяющей германские микрогосударства, потеряв важное стратегическое положение на оси север-юг, проходящей по Рейну. Начиная с VI века город стал носить современное название.

## Географическое положение
Страсбург, будучи столицей Эльзаса, пограничного с Германией северо-восточного региона Франции, находится в географическом центре Западной Европы, в промышленно развитом районе верховьев Рейна от Базеля до Майнца. Страсбург находится на расстоянии 2-3 часов пути от таких городов, как Штутгарт, Цюрих, Франкфурт-на-Майне, 5-6 часов пути от Брюсселя, Парижа и Тулузы (с введением скоростных поездов TGV Est время поездки из Страсбурга по железной дороге сократилось почти вдвое: до Парижа — 2 часа, до Штутгарта и Люксембурга — 1,5).
Столица Эльзаса находится на высоте 140 м над уровнем моря и характеризуется равнинным рельефом, таким образом перепады высот в черте города весьма незначительны, высочайшая точка находится в непосредственной близости с собором и на пересечении улиц Grand-Rue и Fossé-des-Tanneurs, что соответствует наиболее древним местам поселений на холмах, возвышающихся посреди затопляемых низменностей. Город стоит на реке Иль, его главной артерией и на левом берегу Рейна, с которым река Иль связана сетью каналов. Страсбург расположен на одном из самых крупных резервов питьевой воды в Европе (около 35 млрд м3). Обширная речная система, а также близость подземных вод становятся причиной частых подтоплений, поэтому при строительстве многих кварталов города приходилось проводить меры по осушению территорий, например, прокладывать системы каналов, дренажа.
Площадь коммуны — 78,26 км2, население — 272 975 человек (2006) с тенденцией к росту: 275 718 человек (2013), плотность населения — 3523,1 чел/км2.

## Население
| 1962    | 1968    | 1975    | 1982    | 1990    | 1999    | 2006    | 2008    | 2011    | 2012    | 2013    | 2015    | 2016    | 2017    | 2021    | 2022    | 2024    |
| ------- | ------- | ------- | ------- | ------- | ------- | ------- | ------- | ------- | ------- | ------- | ------- | ------- | ------- | ------- | ------- | ------- |
| 228 971 | 249 396 | 253 384 | 248 712 | 252 338 | 264 115 | 272 975 | 272 116 | 272 222 | 274 394 | 275 718 | 277 270 | 279 284 | 280 966 | 291 313 | 291 709 | 291 363 |

Динамика населения:

## Экономика
В 2010 году из 189 412 человек трудоспособного возраста (от 15 до 64 лет) 127 824 были экономически активными, 61 588 — неактивными (показатель активности 67,5 %, в 1999 году — 64,5 %). Из 127 824 активных трудоспособных жителей работали 106 934 человека (54 244 мужчины и 52 690 женщин), 20 890 числились безработными (10 649 мужчин и 10 241 женщина). Среди 61 588 трудоспособных неактивных граждан 34 226 были учениками либо студентами, 9898 — пенсионерами, а ещё 17 464 — были неактивны в силу других причин.

### Общая экономическая динамика и инвестиционная привлекательность
Рост трудоустройства и предпринимательства: Согласно рейтингу Arthur Loyd, в период 2010—2020 гг. в метрополии Страсбурга создано 21 075 рабочих мест — это около 2 100 в год, что ставит город на 4-е место среди французских метрополий по созданию занятости.
Приток инвестиций и структурное развитие: В 2020—2025 гг. муниципалитет планировало инвестировать около 810 млн € (на 160 млн € больше, чем предыдущий мандат), при этом долговая нагрузка останется контролируемой (~404 млн € к 2026 г.).

### Крупные проекты и инфраструктурные изменения
Квартал Archipel (бывший Wacken): Запуск с 2016 г., ввели бизнес-офисы, жильё, гостиницы, инфраструктуру — современные здания для Adidas (2018), Euro‑Information (2019), Puma (2020), а с 2021 г. — здания Парламента ЕС (Osmose/Simone Veil). Завершение этапа строительства: 2022 г.

### Транспорт и экология
Развитие трамвайной сети (7 линий, ~600 км велодорожек), бесплатный проезд для молодёжи (<18) с 2021 г., создание новых трам‑ и автобусных линий и велоинфраструктуры. Порт Страсбурга, в 2024 г. обработал 7,2 млн тонн грузов (ж/д + речной транспорт), крейсерские пассажирские перевозки выросли — 237 тыс. человек.
Конгрессно-туристический сектор: В 2024 г. рекорд: 675 000 посетителей, около 250 мероприятий, выручка выросла на 25 %, общий экономический эффект ~192 млн €.

### Предпринимательство и малый бизнес
Стартапы и микропредприниматели: Появился мощный рост создания предприятий, особенно в секторах транспорта (доставка), научно-технических услуг, автомобильной торговли, здравоохранения и строительно-инфраструктурных услуг. К примеру, только в сфере транспорта микропредпринимательства выросли в 2021 г. втрое по сравнению с 2017 г.
Присутствие кластеров French Tech и научных хабов: Страсбург — активная медтех- и биотехнологическая зона, наличие 4 кластеров, включая Alsace Biovalley, Energivie и др.

### Экологическая и устойчивая экономика
Круговая экономика: Внедрена «Дорожная карта циркулярной экономики» с 2019 г. и её обновлением — включая меры в закупках и межпоселковом сотрудничестве.
Инвестиции в декарбонизацию: В 2024—2025 гг. портовому предприятию и муниципалитету выделены бюджеты на модернизацию объектов (электро‑лодки Batorama, биомассовая котельная в Archipel, сокращение энергопотребления на конференциях — минус 25 % к 2024 г.).

### Позиционирование и привлекательность
Международная ориентация: Страсбург стабильно в ТОП‑3 метрополий Франции по приёму инвестиций и устойчивости (2025 г., Baromètre Arthur Loyd).
Географические преимущества: Расположение на пересечении магистралей (A4/A35), высокоскоростной поезд, речные пути и порт — всё это усиливает логистическую привлекательность.
Качество жизни: Сильная студенческая база (60 000+ студентов), богатое культурно-историческое окружение, экологичные решения — притягивают кадры и предприятия.

## Климат
Климат Страсбурга континентальный со значительной амплитудой температур по сезонам. Зима холодная с частыми осадками в виде снега, лето жаркое. Город расположен между двумя горными массивами, Вогезами и Шварцвальдом, что защищает от сильных ветров. Кроме того, по сравнению с другими городами Франции, в Страсбурге наблюдается меньше осадков благодаря естественной преграде от западных ветров (Вогезы). В начале и конце лета часто бывают ливневые дожди с грозами. Отсутствие ветра, летний зной, а также географическое положение города становятся причиной повышения содержания вредных веществ в воздухе.
| Показатель                         | Янв. | Фев. | Март | Апр. | Май  | Июнь | Июль | Авг. | Сен. | Окт. | Нояб. | Дек. | Год   |
| ---------------------------------- | ---- | ---- | ---- | ---- | ---- | ---- | ---- | ---- | ---- | ---- | ----- | ---- | ----- |
| Средний суточный максимум, °C      | 3,5  | 5,8  | 10,4 | 14,6 | 19,0 | 22,3 | 24,7 | 24,2 | 20,8 | 14,7 | 8,2   | 4,5  | 14,4  |
| Средняя температура, °C            | 0,9  | 2,5  | 6,0  | 9,6  | 13,8 | 17,0 | 19,0 | 18,7 | 15,5 | 10,6 | 5,2   | 1,9  | 10,1  |
| Средний суточный минимум, °C       | −1,7 | −0,9 | 1,6  | 4,6  | 8,6  | 11,7 | 13,4 | 13,1 | 10,3 | 6,5  | 2,1   | −0,7 | 5,7   |
| Норма осадков, мм                  | 33,1 | 34,3 | 36,6 | 48   | 74,5 | 74,6 | 56,8 | 67,8 | 55,5 | 43   | 46,6  | 39,9 | 610,7 |
| Источник: Гонконгская обсерватория |      |      |      |      |      |      |      |      |      |      |       |      |       |

| Показатель                    | Янв.  | Фев.  | Март  | Апр. | Май  | Июнь | Июль | Авг. | Сен. | Окт. | Нояб. | Дек.  | Год   |
| ----------------------------- | ----- | ----- | ----- | ---- | ---- | ---- | ---- | ---- | ---- | ---- | ----- | ----- | ----- |
| Абсолютный максимум, °C       | 17,5  | 21,1  | 25,7  | 29,7 | 33,4 | 37,0 | 37,4 | 38,5 | 33,4 | 29,1 | 22,1  | 18,3  | 38,5  |
| Средний суточный максимум, °C | 4,5   | 6,5   | 11,5  | 15,9 | 20,4 | 23,5 | 25,8 | 25,5 | 21,0 | 15,4 | 8,8   | 5,2   | 15,3  |
| Средняя температура, °C       | 1,7   | 2,6   | 6,6   | 10,3 | 14,9 | 18,0 | 20,0 | 19,4 | 15,3 | 10,7 | 5,5   | 2,6   | 10,6  |
| Средний суточный минимум, °C  | −0,8  | −0,6  | 2,5   | 5,2  | 9,8  | 12,8 | 14,5 | 14,1 | 10,6 | 7,1  | 2,8   | 0,3   | 6,5   |
| Абсолютный минимум, °C        | −23,6 | −22,3 | −16,7 | −5,6 | −2,4 | 1,0  | 4,9  | 3,2  | −1,3 | −7,6 | −10,8 | −23,4 | −23,6 |
| Норма осадков, мм             | 32    | 34    | 46    | 46   | 82   | 73   | 72   | 61   | 63   | 61   | 46    | 49    | 666   |
| Источник: «Погода и Климат»   |       |       |       |      |      |      |      |      |      |      |       |       |       |

## История
Первые исторические свидетельства о поселении людей в окрестностях Страсбурга относятся к 600 г. до нашей эры, во время археологических раскопок было найдено много предметов времён неолита, бронзового и железного веков. Около 1300 г. до нашей эры на этом месте обосновываются предки кельтов. К концу третьего века до н. э. образуется поселение кельтов под названием Аргенторат, в котором был рынок и место для религиозных обрядов.
Первые упоминания о Страсбурге относятся к I веку, когда под названием Аргенторат он стал одним из пограничных городов Римской империи.
В 357 году в окрестностях города произошла битва при Аргенторате, в которой император Юлиан Отступник разбил войско германских алеманнов.
С 406 года алеманны окончательно заселяют Эльзас.
В 451 году после набегов Аргенторат разрушен гуннами Аттилы.
В 496 году после первой победы германских франков над алеманнами в битве при Толбиаке Аргенторат/Страсбург впервые попадает в сферу влияния королевства германских франков. После третьей битвы франков Хлодвига I с алеманнами при Страсбурге в 506 году Алеманнская держава потерпела поражение и в 506—531 годах её территория была присоединена к Франкскому королевству в качестве племенного герцогства алеманнов.
К IV веку относятся первые достоверные сведения о существовании в Страсбурге епископской кафедры. Один из епископов, святой Арбогаст Страсбургский, живший в VII веке, считается покровителем города.
В 842 году внуки Карла Великого — Людовик II Немецкий и Карл II Лысый — обмениваются знаменитыми Страсбургскими грамотами — первыми письменными свидетельствами существования романского и theodiscus (древневерхненемецкого) языков, разделив таким образом между собой королевство Каролингов.
В 870 году согласно Мерсенскому договору Людовик II Немецкий получает Эльзас, который теперь входит в состав Восточно-Франкского королевства, а после образования Священной Римской империи германской нации как западная часть герцогства Швабия (Аллемания).
В 974 году городские власти во главе с епископом, управляющим городом, получают право чеканить свою монету.
В 1176 году началось строительство кафедрального собора.
С 1201 года Страсбург пользуется своей печатью с изображением Богоматери с распростёртыми руками.
В 1262 году, разбив в Гаусбергенском сражении войска епископа, власть берут в свои руки ремесленники. Воспользовавшись раздором между дворянскими семьями Цорн и Мюлленгейм, они создают в 1332 году городской совет и избирают из своего сообщества главу — «аммейстера».

В 1434—1444 годах в Страсбурге живёт и работает изобретатель европейского книгопечатания Иоганн Гутенберг.
В 1439 году завершаются строительные работы по возведению шпиля кафедрального собора.

В 1482 году в Конституцию Страсбурга были внесены последние изменения, которые сохранились в неизменном виде вплоть до Великой французской революции. 
1518 год — начало Реформации после опубликования идей Мартина Лютера. В 1529 году Собрание эшевенов проголосовало за Реформацию. Распоряжением Карла V в кафедральном соборе восстановлено католическое богослужение сроком на 10 лет с 1549 по 1559 годы. В 1604 году подписан Гагенауский договор, таким образом война епископов окончилась победой представляющего католиков Карла Лотарингского.
В 1621 году протестантская гимназия, основанная Иоганном Штурмом в 1538 году, получает статус университета.
В 1681 году армия короля Франции Людовика XIV осаждает Страсбург и тем принуждает город признать власть короля. По условиям соглашения горожане принесли присягу верности Людовику, но сохранили ряд своих прав и привилегий. С этого времени город отходит к Франции, что было закреплено Рисвикским миром 1697 года.
В 1721 году Шарль-Франсуа Аннонг открывает Страсбургскую фаянсовую мануфактуру. 21 июля 1789 года после объявления о взятии Бастилии была разграблена городская ратуша. В 1790 году мэром Страсбурга становится Де Дитриш. 26 апреля 1792 года в его салонах на площади Брогли впервые исполняется Марсельеза.
В 1870 году после осады Страсбург капитулировал перед Пруссией. В 1871 году город становится столицей имперской земли Эльзас-Лотарингия.
После отречения Вильгельма II с 10 ноября по 22 ноября 1918 года — дня прихода французских войск под командованием генерала Гуро — власть в Страсбурге находилась в руках совета рабочих и солдат (см. Эльзасская Советская Республика).
В 1939 году проведена эвакуация населения Страсбурга на юго-запад Франции в связи с возможным началом войны. 18 июня 1940 года немецкие войска занимают Страсбург. Эльзас аннексируется. Беженцы возвращаются. 23 ноября 1944 года Страсбург был освобождён войсками генерала Леклерка.
В 1949 году город был избран местом пребывания Совета Европы.
В 1979 году состоялись первые выборы в Европарламент путём всеобщего голосования, и первая сессия Европейского парламента под председательством Луизы Вайс прошла в Страсбурге.
В 1992 году на Эдинбургской встрече в верхах принято решение о размещении резиденции Европейского парламента в Страсбурге, вследствие чего началось строительство нового здания с залом заседаний, законченного в 1998 году.
В 2006—2007 годах в рамках присоединения к сети линий TGV — масштабная реконструкция железнодорожного вокзала Страсбурга и строительство стеклянного купола над зданием XIX века.

## Культура
Постоянные переходы от Германии ко Франции оказали огромное влияние на Эльзас, и в частности на Страсбург, сейчас город является продуктом смешения двух культур: немецкой и французской. Всякий раз после очередной войны, в центре которой оказывался Эльзас, регион восстанавливался, превратившись сегодня в один из самых экономически развитых регионов Франции.
В Страсбурге находится главный офис французско-немецкого телеканала ARTE.

## Спорт
В городе расположен одноимённый футбольный клуб.

## Достопримечательности
Центральная часть Страсбурга, так называемый «Большой остров» (Гранд-Иль, фр. Grande Ile), ограниченный рукавами реки Иль, занесён ЮНЕСКО в список всемирного культурного наследия из-за неповторимости архитектурного облика. Это первый для Франции случай (1988 год), когда в список всемирного культурного наследия был внесён весь центр города.
Исторический центр города Гранд-Иль внесён в список Всемирного наследия. Первый этаж каменный, остальные — деревянные, богато украшенные резными скульптурами и декором. Сегодняшний Страсбург — университетский и промышленный центр Франции.
В Страсбурге есть и другие социально значимые сооружения, построенные в ту же эпоху, например, префектура, бывшее министерство Эльзаса и Лотарингии, построенная в форте Дюкро Мундольсхайм. Интересно, что исторический центр Страсбурга одним из первых среди других европейских городов был включён в Список всемирного наследия ЮНЕСКО.

### Страсбургский собор
Собор Страсбурга считается шедевром готического искусства. Первый камень в основание здания был заложен в 1015 году, а нынешний вид оно приобрело в 1439. Благодаря лёгкому и изящному шпилю, вознёсшемуся на высоту 142 метра, собор вплоть до XIX века был самой высокой христианской церковью. Фасад собора украшен сотнями скульптур, в интерьере привлекают витражи XII—XIV веков, монументальный орган и астрономические часы, механизм которых датируется 1842 годом.
Денис Фонвизин, проезжая через Страсбург в 1777 году, был особенно впечатлён местным собором: «Город большой, дома весьма похожи на тюрьмы, а улицы так узки, что солнце никогда сих грешников не освещает. Между прочими вещами примечательна в Страсбурге колокольня, уже не Ивану Великому чета. Высота её престрашная, она же вся сквозная и дырчатая, так что, кажется, всякую минуту готова развалиться».

### Дом Каммерцеля
Дом Каммерцеля (фр. Maison Kammerzell), жемчужина фахверковой архитектуры, многие годы служил купцам, которые уже в XV веке держали магазинчик под аркадами его каменного цокольного этажа. Украшенные затейливой резьбой фахверковые стены верхних этажей датируются 1589. Дом Каммерцеля находится в самом центре города, на соборной площади. Сейчас в верхних этажах находится небольшой отель, а в цокольном — ресторан.

### Крытые мосты
Крытые мосты (фр. Ponts couverts) — часть исторических укреплений города, мосты с башнями, защищавшими рукава реки Иль. Возведённые в XIII веке мосты подвергались многочисленным перестройкам в течение веков. Первоначально они были покрыты прочной деревянной кровлей, откуда и возникло их название, однако в 1784 году кровля была разобрана, так как к тому времени сооружения полностью утратили своё оборонительное значение. В настоящее время укрепления представляют собой ряд мостов (сами мосты полностью перестроены в камне в 1865 году) и четыре квадратных в плане башни; две центральных башни у основания обнесены укреплениями бастионного типа. Вид на крытые мосты — один из наиболее запоминающихся в городе; наряду со Страсбургским собором это излюбленный сюжет фотографов. Хороший вид на крытые мосты и расположенный за ними центр города открывается с панорамной площадки на так называемой «дамбе Вобана» (фр. Barrage Vauban).

### Рождественский рынок
В декабре в Страсбурге проходит рождественский базар Кришткиндельсмерик, старейший во Франции и один из старейших в Европе (его история насчитывает более четырёх столетий). По этой причине Страсбург называют «столицей Рождества» (фр. Capitale de Noël). Рынок располагается на площадях Брольи и Клебер, а также на площади перед собором Нотр-Дам, и ежегодно привлекает около двух миллионов посетителей из разных стран мира.

## Фотографии
- Дом Каммерцеля (XV век) на площади у  собора
- Страсбургский собор
- Памятник погибшим

## Города-побратимы
- Шеффилд (англ. Sheffield), Великобритания
- Бостон (англ. Boston), Массачусетс, США
- Дрезден (нем. Dresden), Германия
- Жакмель (фр. Jacmel), Гаити
- Лестер (англ. Leicester), Великобритания
- Великий Новгород, Россия
- Вологда, Россия
- Рамат-Ган (ивр. רמת גן‎), Израиль
- Стамбул (тур. İstanbul), Турция
- Фес (араб. فاس‎, фр. Fès), Марокко
- Штутгарт (нем. Stuttgart), Германия